# Шенау (Ротал)
Шенау (њем. Schönau) општина је у њемачкој савезној држави Баварска. Једно је од 31 општинског средишта округа Ротал-Ин. Према процјени из 2010. у општини је живјело 1.951 становника. Посједује регионалну шифру (AGS) 9277144.

## Географски и демографски подаци
Шенау се налази у савезној држави Баварска у округу Ротал-Ин. Општина се налази на надморској висини од 428 метара. Површина општине износи 36,1 km². У самом мјесту је, према процјени из 2010. године, живјело 1.951 становника. Просјечна густина становништва износи 54 становника/km².

## Међународна сарадња
| Мјесто | Држава  | Врста сарадње | Од    |
| ------ | ------- | ------------- | ----- |
| Амаро  | Италија | контакт       | 1976. |
| Извор  |         |               |       |